# Chiara Marchelli
Chiara Marchelli (Aosta, 1972) è una scrittrice e traduttrice italiana.

## Biografia
Chiara Marchelli è nata nel 1972 a Aosta e dal 1999 vive a New York dove lavora come editor, copywriter e traduttrice. 
Laureata in lingue orientali all'Università Ca' Foscari Venezia, dopo aver vissuto in Belgio e in Egitto, esordisce nel 2003 con il romanzo Angeli e cani, Premio letterario nazionale per la donna scrittrice nella sezione "Opera prima".
Dopo gli incarichi presso l’Università di Pavia e la John Cabot University di Roma, diventa titolare dal 2004 della cattedra di Italiano e Scrittura creativa all'Università di New York.
Dopo la raccolta di racconti Sotto i tuoi occhi del 2007, torna al romanzo nel 2014 con L'amore involontario, al quale fanno seguito Le mie parole per te l'anno successivo e Le notti blu nel 2017, quest’ultimo entrato nella dozzina del Premio Strega.
Nel 2019 torna in libreria con La memoria della cenere e l'anno successivo è il turno, con Redenzione, della prima indagine del comandante Maurizio Nardi. 

## Opere

### Romanzi
- Angeli e cani, Venezia, Marsilio, 2003 ISBN 88-317-8160-X.
- L'amore involontario, Milano, Piemme, 2014 ISBN 978-88-566-3320-7.
- Le mie parole per te, Milano, Piemme, 2015 ISBN 978-88-566-4215-5.
- Le notti blu, Roma, Giulio Perrone, 2017 ISBN 978-88-6004-439-6.
- La memoria della cenere, Milano, NNEditore, 2019 ISBN 978-88-94938-16-6.
- La figlia di lui, Milano, Feltrinelli, 2025 ISBN 978-88-588-6261-2.

### Serie di Maurizio Nardi
- Redenzione, Milano, NNEditore, 2020 ISBN 978-88-94938-75-3.
- Madre Terra, Milano, NNEditore, 2022 ISBN 9791280284556.

### Racconti
- Sotto i tuoi occhi, Roma, Fazi, 2007 ISBN 978-88-8112-876-1.

### Non fiction
- Intermediate Italian for dummies con Daniela Gobetti e Cristiana Mora Thielmann, Hoboken, N.J., Wiley, 2008 ISBN 978-04-702-4794-5.
- New York, una città di corsa, Roma, Giulio Perrone Editore, 2018 ISBN 978-88-600-4462-4.